# Stadtmuseum Bludenz

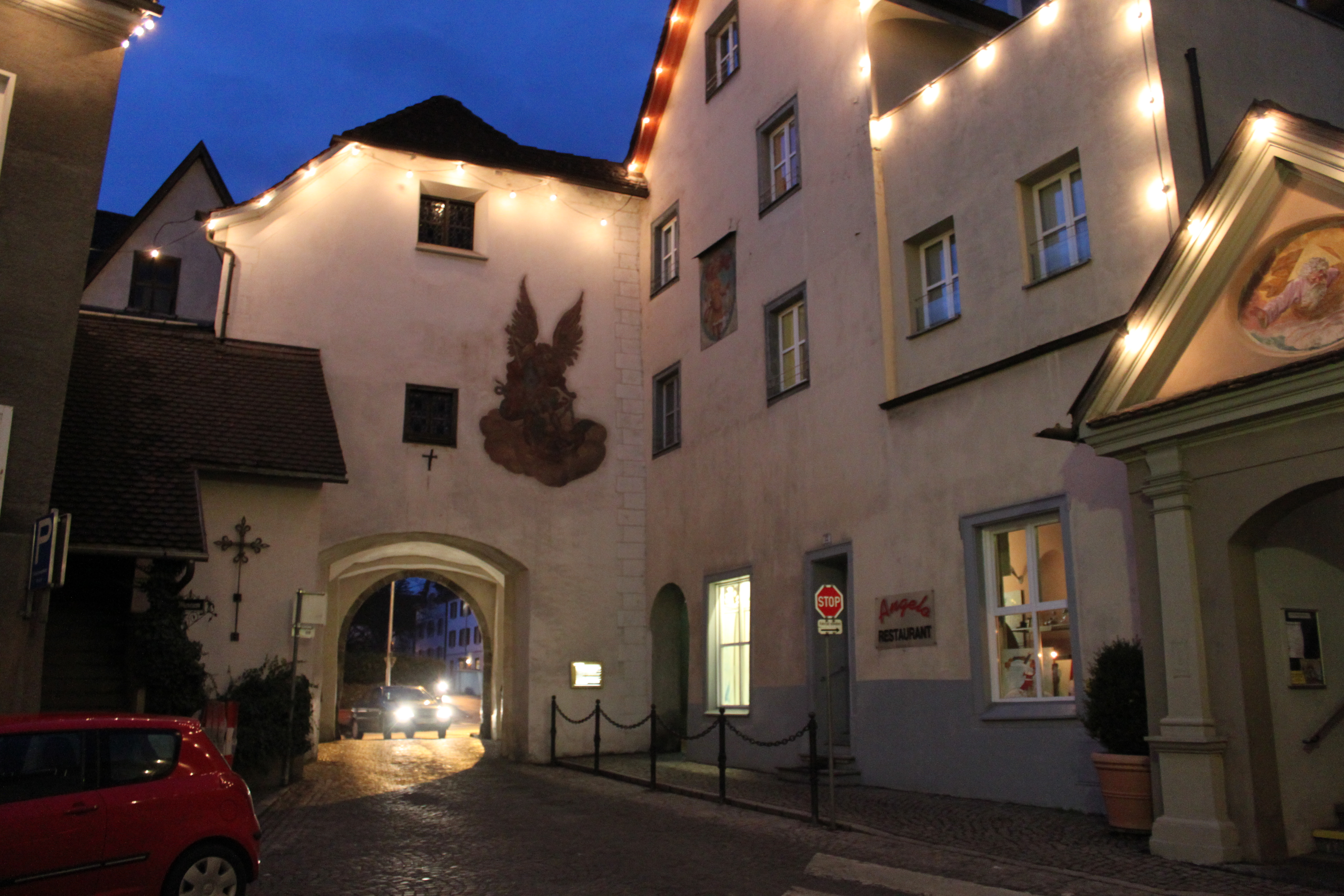
Das Stadtmuseum im Oberen Tor

Die Stadtmuseum Bludenz im Oberen Tor ist das Museum der Bezirksstadt Bludenz.

## Lage
Das Obere Tor, auch Feldkircher Tor genannt, liegt am westlichen Ausgang der Kirchgasse und Herrengasse. Gleich daneben beginnt die gedeckte Stiege zur Laurentiuskirche und zum Schloss Gayenhofen.

## Oberes Tor
Das Obere Tor der Stadtbefestigung Bludenz wurde im 4. Viertel des 15. Jhs. erbaut. Der dreigeschoßige Torbau mit Krüppelwalmdach ragt etwas über die Flucht der Stadtmauer hinaus. Das Tor ist ein Spitzbogentor, im Obergeschoß ist eine Schießfensterreihe. Das Fresko Herzog Friedrich V. von Österreich, welcher im Jahre 1420 die Stadtfreiheiten von Bludenz bestätigt hat, ist vom Maler Hubert Fritz aus 1948. Stadtinnenseitig ist ein Fresko Erzengel Michael im Kampf mit dem Satan um 1774.

## Stadtmuseum
Das Museum umfasst vorgeschichtliche, kunstgeschichtliche und volkskundliche Sammlungen. 